# Президентські вибори в Руанді (2017)
Президентські вибори в Руанді проходили 4 серпня 2017 року. Президент Руанди Поль Кагаме отримав 98,79% голосів і був переобраний на третій термін строком у 7 років .

## Контекст виборів
Конституційний референдум 2015 року підтримав конституційну поправку, яка дозволила Полю Кагамі балотуватися на третій термін. Хоч термін і був знижений з 7 до 5 років, це правило набуває чинності, починаючи з 2024 .

## Виборча система
Президент Руанди обирається в один тур завдяки більшості голосів.

## Результати
| Кандидат                          | Кандидат                       | Партія                          | Голоси    | %     |
| --------------------------------- | ------------------------------ | ------------------------------- | --------- | ----- |
|                                   | Поль Кагаме                    | Руандійський патріотичний фронт | 6 675 472 | 98,79 |
|                                   | Філіп Мпайімана                | Незалежний                      | 49 031    | 0,73  |
|                                   | Френк Хабінеза                 | Демократична зелена партія      | 32 701    | 0,48  |
| Недійсних/порожніх бюлетенів      | Недійсних/порожніх бюлетенів   | Недійсних/порожніх бюлетенів    | 12 310    | -     |
| Усього                            | Усього                         | Усього                          | 6 769 514 | 100   |
| Зареєстрованих виборців / Явка    | Зареєстрованих виборців / Явка | Зареєстрованих виборців / Явка  | 6,897,076 | 98,15 |
| Джерело: ЦВК Руанди Архівна копія |                                |                                 |           |       |

Поль Кагаме був інавгурований на наступний президентський термін 18 серпня 2017.